# Яндекс.Сибирь
Яндекс.Сибирь (от англ. CBIR – Content-based image retrieval, рус. Поиск изображения по содержанию) — технология российской компании Яндекс, позволяющая производить поиск по заданному изображению.
Поиск похожих изображений появился на Яндекс.Картинках ещё в 2010 году — рядом с большинством изображений можно было увидеть ссылку «похожие», при нажатии на которую открывалась галерея изображений со схожей текстурой, цветом или очертаниями. Система искала по десяткам миллионов проиндексированных картинок.
9 сентября 2013 года была официально показана возможность поиска копий загруженного изображения, хотя впервые о ней стало известно в августе. Новая функция работает на технологии компьютерного зрения: после загрузки изображения оно разбивается на так называемые «визуальные слова» (границы объектов, контрастные области и так далее), которые «Сибирь» потом сравнивает с такими же элементами других картинок, находящихся в базе. В поисковой выдаче таким образом появляются изображения, идентичные искомому (а не отдалённо похожие на него). Функция, по мнению разработчиков, полезна для поиска изображений в бо́льшем разрешении, для получения информации о картинке и поиска сайтов, на которых данная картинка есть. Яндекс в результате стал обладать технологией, которую до того имели лишь Tineye, Google и Baidu. На момент открытия сервиса индекс изображений Яндекс.Картинок достиг нескольких десятков миллиардов (на порядок больше, чем у Tineye).
В 2014 году была добавлена возможность поиска похожих изображений (не только точных копий).
Чтобы воспользоваться функцией, достаточно на сайте Яндекс.Картинок нажать на изображение фотокамеры в строке поиска. Кроме того, функциональность доступна в контекстном меню Яндекс.Браузера начиная с версии 13.12 (нужно нажать на строчку «Искать по этой картинке в Яндексе»)